# Adolf Spinnler
Adolf Spinnler (* 18. Juli 1879 in Liestal; † 20. November 1951) war ein Schweizer Turner und Olympiasieger.

## Wirken
Bei den Olympischen Sommerspielen 1904 in St. Louis gewann er die Goldmedaille im turnerischen Dreikampf. Darüber hinaus holte er Bronze im Einzelmehrkampf. In der leichtathletischen Kombination resultierte ein 64. Platz.
Spinnler war Mitglied des deutschen Sportvereins TSF Esslingen. Er war 1903 beim Deutschen Turnfest der Sieger im Gerätturnen.